# Chrysler ME Four-Twelve
Chrysler ME Four-Twelve — американский высокопроизводительный концепт-кар, который был спроектирован, разработан и выпущен компанией Chrysler в 2004 году. Название представляет собой комбинацию среднего двигателя с четырьмя турбонагнетателями на двенадцатицилиндровом двигателе.
Всего было выпущено два автомобиля ME Four-Twelve. Дизайн экстерьера был выполнен американцем Брайаном Нилэндером.